# 棒原神社
棒原神社（すぎはらじんじゃ）は、伊勢神宮皇大神宮（内宮）の摂社。内宮の摂社27社のうち第23位である。
昴（すばる）に由来する神を祀り、この地域で星を利用した占いが行われていたことが窺える。

## 概要

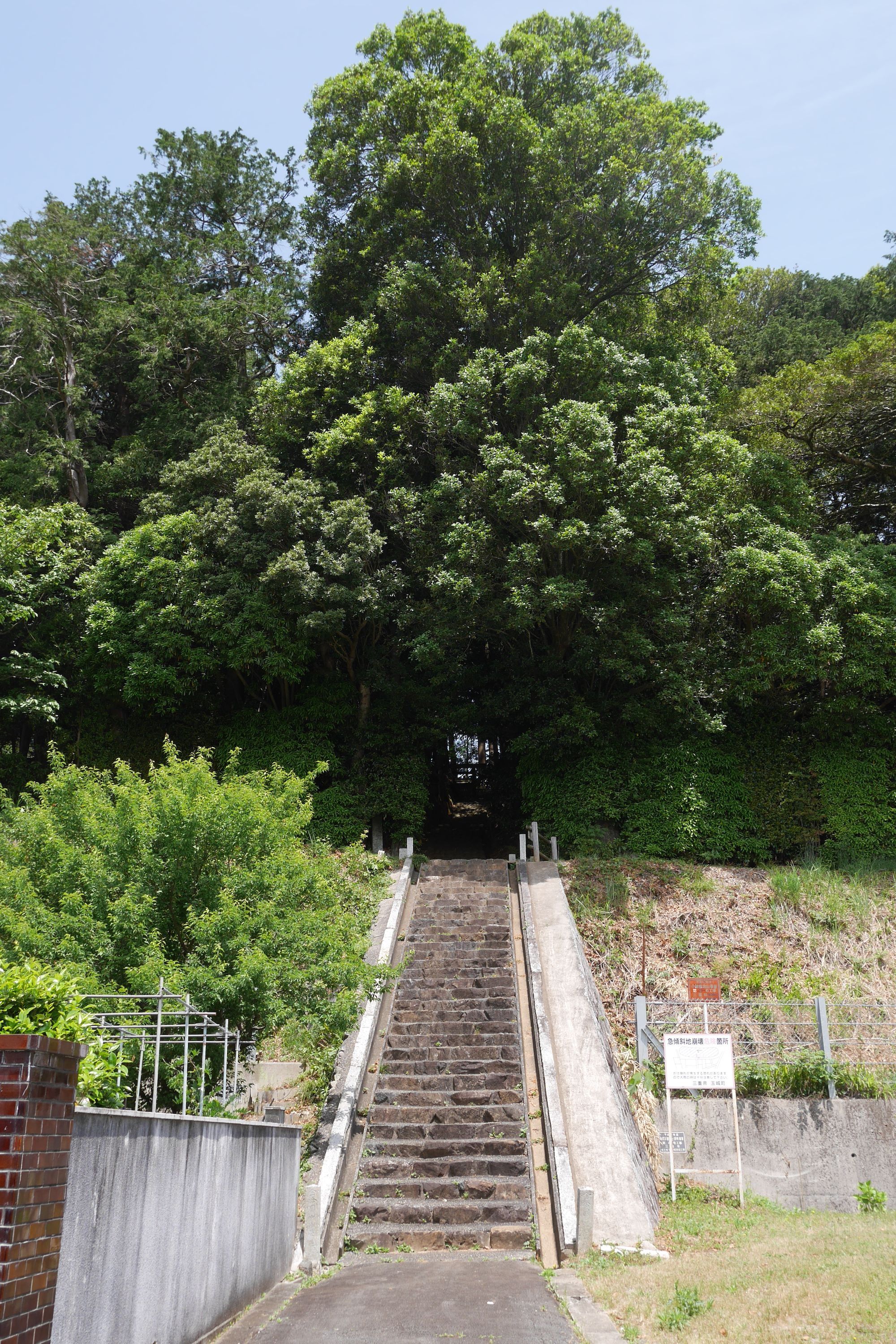
参道の石段

三重県度会郡玉城町上田辺（かみたぬい）字朝久田2466に鎮座する。玉城町にある13の内宮摂末社のうちの1社である。地域で「杉の森」と呼ばれる丘の上に鎮座し、88段ある石段を登ったところに社殿がある。
伊勢神宮では社名の読みを「すぎはら」としているが、『延喜式神名帳』の写本によっては「おいはら」と訓読するものがある。
社地の面積は1町7反2畝6歩（≒17,078m2）、社殿は神明造の板葺である。玉垣と鳥居を備える。古代の社地は3町四方（≒29,751m2）、長さ6尺（≒1.8m）×広さ4尺（≒1.2m）×高さ7尺（≒2.1m）の社殿を2つ有した。社地は「朝久田古墳群」と呼ばれる古墳群があり、小規模ではあるが、円墳10基、方墳14基が見つかっている。

## 祭神
祭神は、天須婆留女命御魂（あめのすばるのみことのみたま）と御前神（みまえのかみ）。鎮座地周辺の丘陵の守護神である。
天須婆留女命御魂の名は昴（すばる）に由来し、星を利用した農耕の吉凶を占っていたものと考えられる。玉城町内にある狭田国生神社にも祀られている速川比古命と速川比女命は天須婆留女命御魂の子である。また天須婆留女命の子・長口女命は江神社に祀られている。神体はない。

## 歴史
玉城町内に鎮座する摂末社の中では最も歴史の浅い神社であり、荒木田氏が周辺を開拓した後の奈良時代に創建された。当時は棒原神社の前に御前神社が建てられていた。
戦国時代には廃絶し、寛文3年9月8日（グレゴリオ暦：1663年10月8日）に坂手国生神社とともに河邊精長以下の神職らが遷宮を行って再興された。再興の際に御前神社は棒原神社に統合された。復興に当たっては社地が不明になっていたため、相当の苦労があったという。
1918年（大正7年）8月に建て替えられた。

## 祭祀
三節祭（月次祭・神嘗祭）、祈年祭、新嘗祭、臨時奉幣祭の際には神職らが社頭で祭祀を執り行う。

## 周辺
社地の南側には水田が広がる。天気が良ければ、西方に伊勢三山が望める。
- JR参宮線外城田駅より徒歩約13分（約715m）
- 伊勢自動車道玉城ICより約10分（約5.0km）。